# Rehtaeh Parsons
Rehtaeh Parsons (/rəˈteɪ.ə/, rə-TEY-ə), (9 de dezembro de 1995 - 7 de abril de 2013) uma menina de 17 anos de idade, estudante da Cole Harbour District High School, tentou se suicidar se enforcando em 4 de abril de 2013, em sua casa em Dartmouth, Nova Scotia, Canadá, levando-a a um coma e a decisão de desligar a maquinário de suporte médico em 7 de abril de 2013. Sua morte foi atribuída à distribuição de fotos online de um estupro coletivo que ocorreu 17 meses antes do suicídio, em novembro de 2011.
Na página do Facebook levantada em tributo à sua filha, a sua mãe alegou a responsabilidade de dois jovens que a haviam estuprado.
Em 2011, então com 15 anos, ela foi abusada sexualmente na casa de um amigo, durante uma festa. Ela não se lembra do que ocorreu no dia, se lembra apenas de ter passado mal e vomitado.
As fotos do abuso sexual que ocorreu em Novembro de 2011 se tornaram públicas em apenas três dias. A partir de então, vários colegas passaram a chamá-la de prostituta e passaram a enviar mensagens de texto para ela pedindo sexo. Ela apenas contou à família e a polícia do ocorrido vários dias após o abuso.